# Tonke Dragt

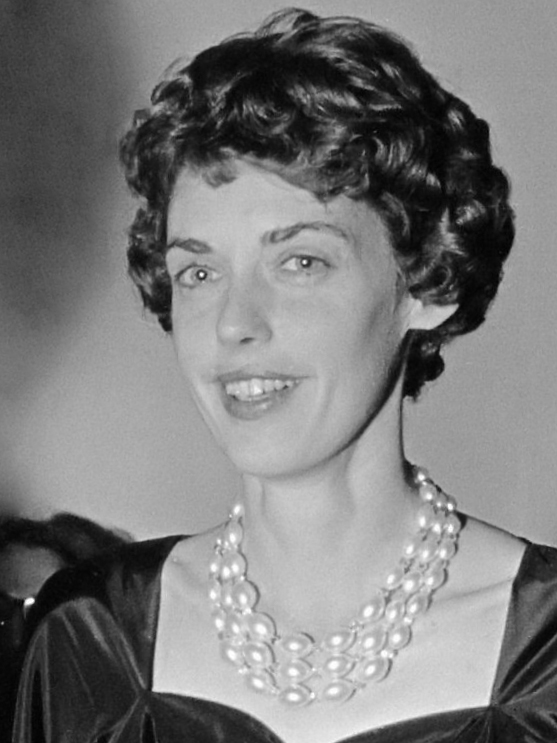
Tonke Dragt (1963)

Antonia „Tonke“ Johanna Willemina Dragt (* 12. November 1930 in Batavia, Niederländisch-Indien (heute Jakarta, Indonesien); † 12. Juli 2024 in Den Haag, Niederlande) war eine niederländische Kinder- und Jugendbuchautorin und -illustratorin.

## Leben
Den überwiegenden Teil ihrer Kindheit verbrachte Tonke Dragt in ihrer Geburtsstadt Batavia, wo ihr Vater für die niederländische Regierung arbeitete. Mit zwölf Jahren wurde sie im Zweiten Weltkrieg mit ihren Angehörigen in einem japanischen Gefangenenlager interniert. Dort begann Dragt sich erstmals kleine Geschichten für Freunde und Bekannte unter dem Künstlernamen Tito Drasta auszudenken. Der Titel ihrer ersten veröffentlichten Geschichte war De jacht op de Touwkleurige (dt. Die Jagd nach den Seilfarbigen) und wurde von ihr nach Kriegsende vollendet. 1946 zog Tonke Dragt mit Mutter und Geschwistern in die Niederlande, wo sie ihr Abitur machte und anschließend die Koninklijke Academie van Beeldende Kunsten in Den Haag besuchte. 1955 studierte sie als Hauptfach Zeichnen. Darüber hinaus war sie als Zeichenlehrerin an verschiedenen Schulen tätig: zunächst an einer Grundschule, später an einer weiterführenden Schule in Rijswijk.
1958 verfasste sie erste Geschichten für das Magazin Kris Kras. Über die Schriftstellerin Miep Diekmann konnte sie schließlich Kontakte zu dem Verleger Leopold knüpfen. 1961 wurde Dragts erstes Buch veröffentlicht. Die Illustrationen in ihren Büchern fertigte die Autorin selbst an. 1963 wurde ihr Buch Der Brief für den König in den Niederlanden als „Das beste Jugendbuch des Jahres“ ausgezeichnet. 1995 erhielt sie den Jugendbuchpreis Buxtehuder Bulle für Turmhoch und meilenweit.
2004 erhielt Tonke Dragt für den Roman Der Brief für den König den Griffel der Griffels 1955–2004 – einen Sonderpreis des Silbernen/Goldenen Griffels, des niederländischen Staatspreises für Literatur, der das beste Jugendbuch der letzten 50 Jahre auszeichnete.
Am 5. Februar 2013 erschien das Buch ABC Dragt – de werelden van Tonke Dragt, geschrieben von Joukje Akveld und Annemarie Terhell. ABC Dragt zappt anhand der Buchstaben des Alphabets durch Tonkes Leben und Werk. 2018 wurde bekannt, dass Netflix die internationalen Rechte für die Produktion einer englischsprachigen Filmreihe basierend auf dem Buch Der Brief für den König erworben hat. Die Dreharbeiten fanden in Neuseeland und Prag statt. Die Miniserie erschien 2020 unter dem Titel The Letter for the King (dt. Der Brief für den König).
Dragt lebte als freie Schriftstellerin in Den Haag. Dort starb sie am 12. Juli 2024.

## Werke
- Ritter Tiuri
  - 1962 De brief voor de koning (dt. Der Brief für den König)
  - 1965 Geheimen van het Wilde Woud  (dt. Der Wilde Wald)
- 1961 Verhalen van de tweelingbroers: vrij naar Babinase balladen (dt. Der Goldschmied und der Dieb: Geschichten von den ungleichen Zwillingsbrüdern)
- 1964 De blauwe boekanier: een zeeroversverhaal (dt. Der blaue Pirat)
- 1966 De zevensprong (dt. Das Geheimnis des siebten Weges; unter diesem Titel verfilmt)
- 1968 De blauwe maan; deel 1 (dt. Der blaue Mond, Teil 1)
- 1969 De blauwe maan; deel 2
- 1969 Torenhoog en mijlen breed (dt. Turmhoch und meilenweit – 1973 auf Dt. auch erschienen als: Forscher 11 an Venusstation)
- 1970 De blauwe maan; deel 3
- 1971 De blauwe maan; deel 4
- 1972 De blauwe maan; deel 5
- 1973 De torens van februari (dt. Die Türme des Februar)
- 1977 Water is gevaarlijk: spookverhalen, verzen, feiten, fantasieën en overleveringen
- 1979 De blauwe maan; deel 6: Magoggeltje
- 1979 De blauwe maan; deel 7: De koning van de onderwereld
- 1979 Het gevaarlijke venster en andere verhalen (dt. Das unheimliche Fenster und andere Geschichten aus der magischen Zeit)
- 1980 De blauwe maan; deel 8: Vergeet-mij-niet
- 1982 Ogen van tijgers (dt. Tigeraugen)
- 1989 Het geheim van de klokkenmaker, of De tijd zal het leren, of De tijd zal je leren (dt. Das Geheimnis des Uhrmachers)
- 1992 Aan de andere kant van de deur (dt. Auf der anderen Seite der Tür)
- 2000 De robot van de rommelmarkt (dt. Der Roboter vom Flohmarkt)
- 2005 De blauwe Maansteen (dt. Der blaue Mondstein)
- 2005 Het dansende licht (dt. Das tanzende Licht – auch im Buch Das unheimliche Fenster veröffentlicht)
- 2007 Wat niemand weet (dt. Was niemand weiß)
- 2009 Dichtbij ver van hier (dt. Weit von hier ganz nah bei uns)